# AJJ
AJJ, tot 2016 bekend als Andrew Jackson Jihad, is een Amerikaanse folkpunkgroep uit Phoenix (Arizona). De groep combineert de traditionele melodieën en instrumenten van folk met de energie en directheid van punk. De teksten van voorman Sean Bonnette behandelen existentialistische onderwerpen vanuit een intiem perspectief.

## Geschiedenis
De groep werd in 2004 opgericht door zanger en gitarist Sean Bonnette, (contra)bassist Ben Gallaty en drummer Justin James White onder de naam Andrew Jackson Jihad. De naam werd bedacht tijdens een associatiespel en had geen voorbedachte betekenis. Nadat White uit de groep stapte gingen Bonnette en Gallaty verder als duo. Onder hun gezamenlijke inspiraties vallen The Clash, Against Me! en Neutral Milk Hotel. Na enkele jaren werd het duo versterkt door Preston Bryant (keyboard, gitaar), Deacon Batchelor (drumstel) en Mark Glick (cello). Op tournee wordt de groep regelmatig vergezeld door de Britse muzikant Frank Turner.
Op 24 februari 2016 liet de groep weten hun naam te wijzigen van Andrew Jackson Jihad naar de afkorting AJJ. De groep gaf aan dat, als niet-moslims, hun gebruik van het woord "jihad" oneerbiedig en onverantwoordelijk was, en dat de groep niet langer wilde herinneren aan president Andrew Jackson, die ze omschreven als "een hatelijk persoon".

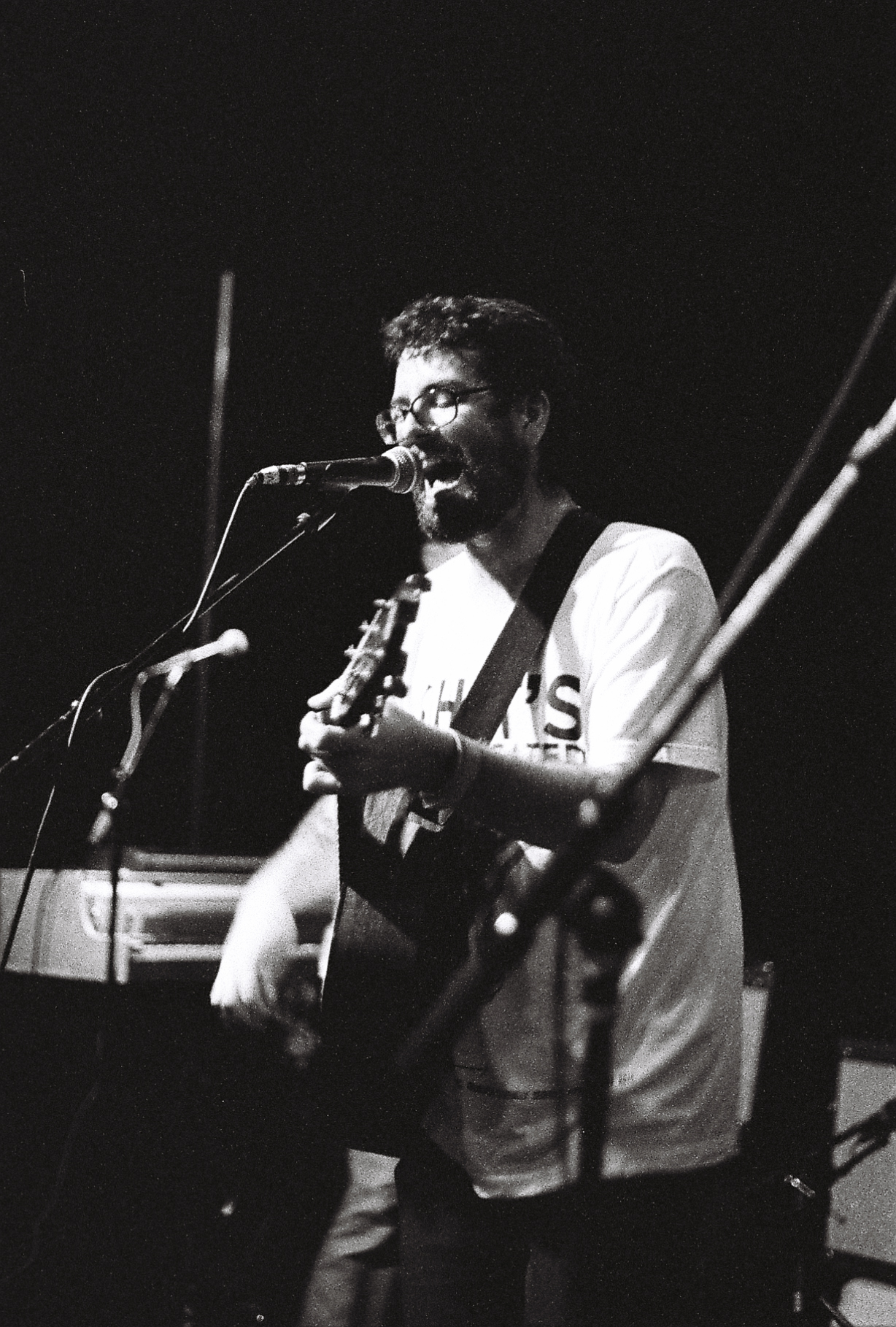
Sean Bonnette in 2012

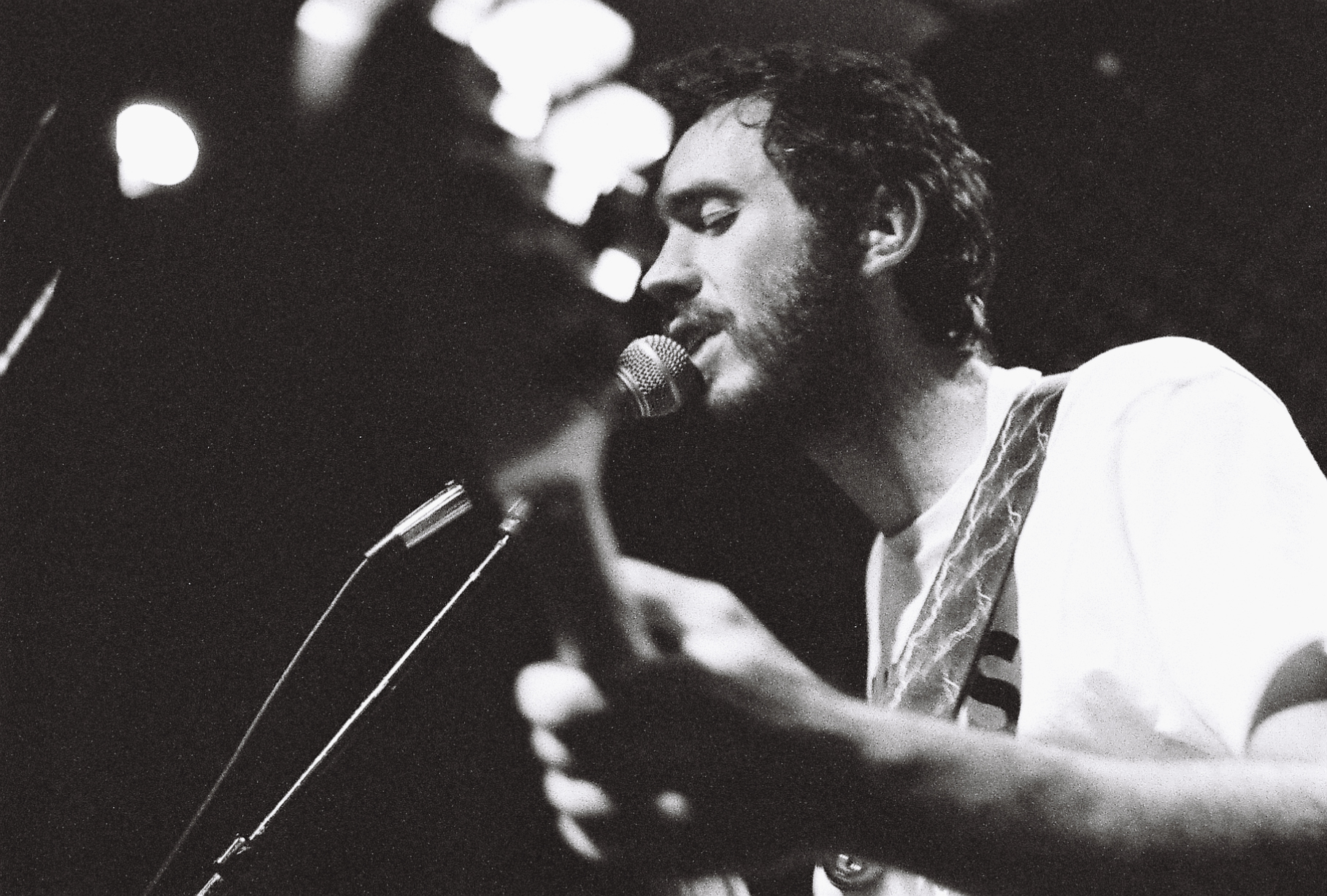
Ben Gallaty in 2012

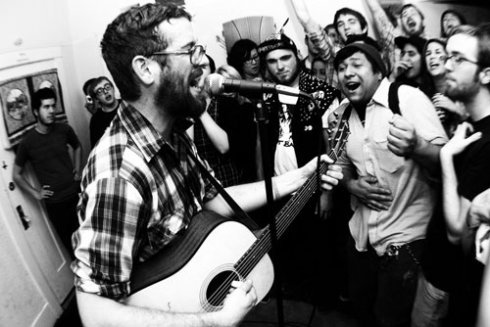
Sean Bonnette in 2010

## Bezetting

### Huidige leden
- Sean Bonnette – zang, gitaar
- Ben Gallaty – (contra)bas
- Preston Bryant – keyboard, gitaar
- Deacon Batchelor – drumstel
- Mark Glick – cello

### Voormalige leden
- Justin James White – drumstel

## Discografie

### Studioalbums
- 2005, Candy Cigarettes & Cap Guns
- 2007, People Who Can Eat People Are the Luckiest People in the World
- 2009, Can't Maintain
- 2011, Knife Man
- 2014, Christmas Island
- 2016, The Bible 2
- 2020, Good Luck Everybody

### Livealbums
- 2006, Live at Trunk Space 08/25/05
- 2011, Live at the Bottom of the Hill
- 2013, Live at The Crescent Ballroom
- 2015, Live at Knitting Factory
- 2019, Live at Third Man Records

### Ep's
- 2006, Issue Problems
- 2007, Art of the Underground Volume 19
- 2008, Only God Can Judge Me
- 2009, Operation Stackola
- 2009, Holiday In(n) Gainesville

### Splits
- 2006, Andrew Jackson Jihad / Flaspar / Golden Boots
- 2007, Andrew Jackson Jihad / Ghost Mice
- 2007, Andrew Jackson Jihad / French Quarter
- 2007, Andrew Jackson Jihad / Partners in 818
- 2009, Andrew Jackson Jihad / Mischief Brew
- 2009, Andrew Jackson Jihad / Cobra Skulls - Under The Influence Vol. 6
- 2009, Andrew Jackson Jihad / Apocalypse Meow - Pug Life
- 2010, Andrew Jackson Jihad / The Gunshy
- 2011, Andrew Jackson Jihad / O Pioneers!!!

### Compilaties
- 2011, Candy Cigarettes, Capguns, Issue Problems! and Such
- 2012, Rompilation
- 2014, Rompilation 2.0: The Digitizing
- 2017, Only God Can Judge Me And More

### Demo's
- 2004, Holey Man, Holy War
- 2004, Demo II
- 2004, Demo III
- Home Style (Recordings)